# IC 3894
IC 3894 је двојна звијезда у сазвјежђу Береникина коса која се налази на листи објеката дубоког неба у Индекс каталогу.
Деклинација објекта је + 19° 4' 6" а ректасцензија 12h 55m 27,2s.